# Дзичканец, Алексей Иосифович
Алексей Иосифович Дзичканец (29 мая (10 июня) 1842 — ?) — генерал от инфантерии Российской императорской армии; участник Кавказской и Русско-японской войн. Отец генерал-лейтенанта Бориса Дзичканеца.

## Биография
Алексей Иосифович Дзичканец родился 29 мая 1842 года в семье генерал-лейтенанта Осипа Гедеоновича Дзичканеца. По вероисповеданию был православным. В 1859 году окончил 1-й кадетский корпус.
16 июня (по другим данным июля) вступил на службу в Российскую императорскую армию с присвоением старшинства и чина подпоручика. С 1859 по 1863 году принимал участие в Кавказской войне. 28 апреля 1863 года получил старшинство в чине поручика с переименованием в подпоручики гвардии, 30 августа 1866 года получил старшинство в чине поручика гвардии, 30 августа 1868 года получил старшинство в чине штабс-капитана гвардии, 14 апреля 1875 года получил старшинство в чине капитана гвардии, 30 августа 1877 года получил старшинство в чине полковника гвардии. С 2 мая 1887 года по 7 мая 1891 года был командиром 147-го пехотного Самарского полка. В 1891 году «за отличие» был произведён в генерал-майоры, со старшинством с 7 мая 1891 года. С 7 мая 1891 года по 31 мая 1895 года был командиром кадрового батальона лейб-гвардии резервного пехотного полка. С 31 мая 1895 года по 31 ноября 1899 года был командиром лейб-гвардии Московской пехотного полка. С 24 ноября 1899 года по 17 февраля 1900 года был командиром 1-й бригады 2-й гвардейской пехотной дивизии. В 1900 году был «за отличие» произведён в генерал-лейтенанты, со старшинством с 17 февраля 1900 года. С 17 февраля 1900 года по 17 октября 1904 года занимал должность 29-й пехотной дивизии.
Принимал участие в русско-японской войне 1904—1905 годов. С 17 октября 1904 года по 22 декабря 1905 года был в распоряжении командующего 2-й Маньчжурской армией. С 22 февраля 1905 года был начальником санитарной части в этой же армии. 26 февраля 1907 года был произведён в чин генерала от инфантерии и уволен от службы. После начала Первой мировой войны, 23 июля 1915 года был определён на службу и назначен в резерв чинов при штабе Двинского военного округа. По состоянию на 15 февраля 1917 года служил в том же чине и в том же резерве. 14 июля 1920 года получил старшинство в чине генерала от инфантерии.

## Семья
Алексей Иосифович имел семерых детей. Трое его сыновей стали военными Михаил и Александр были капитанами гвардии, а Борис (1866—1940) стал генерал-лейтенантом.

## Награды
Алексей Иосифович Дзичканец был пожалован следующими наградами:
Российская империя:
- Орден Белого орла (13 июля 1905); мечи к ордену (1906);
- Орден Святого Владимира 2-й степени (1903);
- Орден Святого Владимира 3-й степени (1884);
- Орден Святого Владимира 4-й степени (1878);
- Орден Святой Анны 1-й степени (1898);
- Орден Святой Анны 2-й степени (1876);
- Орден Святой Анны 3-й степени (1869);
- Орден Святого Станислава 1-й степени (1894);
- Орден Святого Станислава 2-й степени (1871); императорская корона к ордену (1873);
- Орден Святого Станислава 3-й степени (1867);
- Знак отличия за XL лет беспорочной службы (1902);
- Монаршая благодарность (1889);
- Подарок по чину (1881);

Иностранные:
- Пруссия: Орден Красного орла 2-го класса (1890); звезда к ордену (1898);
- Италия: Орден Короны Италии большого офицерского креста (1896);
- Франция: Орден Почётного легиона командорского креста (1897);
- Румыния:  Орден Короны Румынии большого кавалерского креста (1899);
- Персия: Орден Льва и Солнца офицерского креста (до 1884)[комм 1].

## Комментарии
1. ↑  См. фото на сайте Российская императорская армия[4]